# Carl Edvard Johansson

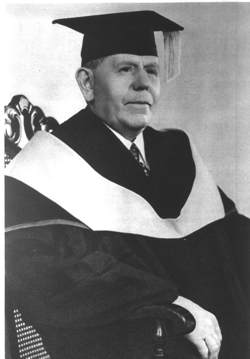
C.E. Johansson w 1932 otrzymał od Gustavus Adolphus College, (Minnesota, USA) doktorat honorowy nauk technicznych

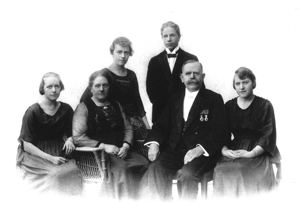
Carl Edvard z żoną i dziećmi, od lewej; Elsa, Signe, Gertruda, Edvard. Około 1930.

Carl Edvard Johansson (ur. 1864, zm. 1943) – szwedzki naukowiec, wynalazca płytek wzorcowych, znanych także jako „płytki Johanssona”.
- 1896 poślubia Margaretę Andersson
- 1901 otrzymuje szwedzki patent No. 17017 na „zestaw płytek do pomiarów precyzyjnych”
- 1911 zakłada firmę „CE Johansson AB” (CEJ AB), w Eskilstuna (Szwecja)
- 1918 zakłada filię w Poughkeepsie (Stan Nowy Jork)
- 1923 praca w Ford Motor Company, Ford wykupuje CE Johansson Inc.
- w wieku 72 lat powraca do Szwecji

Pośmiertnie odznaczony dużym złotym medalem Królewskiej Szwedzkiej Akademii Nauk Technicznych.